# Policijska država
Policijska država je izraz koji se rabi za državu u kojoj vlast sustavno koristi svoj represivni aparat - u obliku policije ili tajne policije, ali također u obliku raznih drugih dijelova državne administracije s ovlastima kažnjavanja i zabranjivanja raznih društvenih aktivnosti - kako bi ostvarili što veću kontrolu nad stanovništvom, gospodarstvom, kulturom i svim drugim aspektima društva.  
Izraz u 19. stoljeću prvi put rabi njemački pravnik Robert von Mohl, koji je termin "policijska država" koristio da prikaže funkcioniranje tadašnjih ne-demokratskih i autokratskih režima - u suprotnosti s bolje uređenom tzv. pravnom državom iz 19. stoljeća, koju je von Mohl smatrao mnogo poželjnijim načinom organizacije vlasti.
U 20. stoljeću se pojam policijske države često povezivao za totalitarnim državama, ali je ponekad označavao i nominalno demokratske države u kojima su represivne službe imale velike ovlasti, najčešće pod izgovorom izvanrednog stanja vezanog uz rat ili terorizam. 
Policijska država često nije pravna država - tj. državne vlasti vladaju ne obazirući se na zakone (takve je države u svoje vrijeme kritizirao Robert von Mohl). Međutim ima i takvih policijskih država, koje vode brigu da njena tijela uvijek postupaju u skladu sa zakonima - koji naravno mogu biti nepravedni, previše strogi i predstavljati kršenje raznih ljudskih prava i sloboda. 
Za najranije primjere policijske države uglavnom se uzimaju prosvijećene monarhije iz 17. i 18. stoljeća, a danas svaka iole industrijalizirana država koja nema razvijene demokratske institucije odgovara tipu policijske države. 
Policijske države su često autoritarne ili diktature. Totalitarne države bez iznimke odgovaraju tipu policijske države.
S obzirom na to da i demokratska društva bilježe zahtjeve za jačanjem državnog nadzora nad stanovništvom, kritičari takvih tendencija znadu upozoravati na opasnost od uspostave policijske države.

## Vanjske poveznice
- Amnesty international, 2005.;  Arhivirana inačica izvorne stranice od 18. lipnja 2009. (Wayback Machine) — annual report on human rights violations.
- Council for Secular Humanism article describing attributes of police states  Arhivirana inačica izvorne stranice od 7. lipnja 2009. (Wayback Machine)
- David Mery, September 22, 2005; The Guardian — example of "police state" defined in a modern context.